# Раннінг-Спрінгс (Каліфорнія)
Раннінг-Спрінгс (англ. Running Springs) — переписна місцевість (CDP) в США, в окрузі Сан-Бернардіно штату Каліфорнія. Населення — 5268 осіб (2020).

## Географія
Раннінг-Спрінгс розташований за координатами 34°12′41″ пн. ш. 117°6′16″ зх. д. / 34.21139° пн. ш. 117.10444° зх. д. (34.211362, -117.104572).  За даними Бюро перепису населення США в 2010 році переписна місцевість мала площу 10,91 км², з яких 10,89 км² — суходіл та 0,02 км² — водойми.

## Демографія
Згідно з переписом 2010 року, у переписній місцевості мешкали 4862 особи в 1944 домогосподарствах у складі 1303 родин. Густота населення становила 446 осіб/км².  Було 3729 помешкань (342/км²).
Расовий склад населення:
| - 89,0 % — білих - 1,0 % — корінних американців - 1,0 % — азіатів - 0,5 % — чорних або афроамериканців - 0,1 % — вихідців з тихоокеанських островів - 3,0 % — осіб інших рас |

До двох чи більше рас належало 5,5 %. Частка іспаномовних становила 14,3 % від усіх жителів.
За віковим діапазоном населення розподілялося таким чином: 23,0 % — особи молодші 18 років, 65,9 % — особи у віці 18—64 років, 11,1 % — особи у віці 65 років та старші. Медіана віку мешканця становила 41,7 року. На 100 осіб жіночої статі у переписній місцевості припадало 105,5 чоловіків;  на 100 жінок у віці від 18 років та старших — 103,4 чоловіків також старших 18 років.
Середній дохід на одне домашнє господарство  становив 70 593 долари США (медіана — 60 109), а середній дохід на одну сім'ю — 83 868 доларів (медіана — 73 065). Медіана доходів становила 60 714 долари для чоловіків та 52 159 доларів для жінок. За межею бідності перебувало 12,0 % осіб, у тому числі 15,0 % дітей у віці до 18 років та 3,7 % осіб у віці 65 років та старших.
Цивільне працевлаштоване населення становило 2133 особи. Основні галузі зайнятості: освіта, охорона здоров'я та соціальна допомога — 19,5 %, мистецтво, розваги та відпочинок — 14,5 %, будівництво — 13,5 %.